# Херштајн
Херштајн (њем. Herrstein) општина је у њемачкој савезној држави Рајна-Палатинат. Једно је од 96 општинских средишта округа Биркенфелд. Према процјени из 2010. у општини је живјело 828 становника. Посједује регионалну шифру (AGS) 7134039.

## Географски и демографски подаци
Херштајн се налази у савезној држави Рајна-Палатинат у округу Биркенфелд. Општина се налази на надморској висини од 320 метара. Површина општине износи 4,8 km². У самом мјесту је, према процјени из 2010. године, живјело 828 становника. Просјечна густина становништва износи 173 становника/km².